# Нёустдал
Нёустдал (норв. Naustdal) — коммуна в губернии Согн-ог-Фьюране в Норвегии. Административный центр коммуны — город Нёустдал. Официальный язык коммуны — нюнорск. Население коммуны на 2007 год составляло 2668 чел. Площадь коммуны Нёустдал — 368,69 км², код-идентификатор — 1433.

## История населения коммуны
Население коммуны за последние 60 лет.

Статистика коммуны Нёустдал